# Monobolodes pallens
Monobolodes pallens är en fjärilsart som beskrevs av W. Warren 1899. Monobolodes pallens ingår i släktet Monobolodes och familjen Uraniidae. Inga underarter finns listade i Catalogue of Life.